# Liste der Monuments historiques in Trouans
Die Liste der Monuments historiques in Trouans führt die Monuments historiques in der französischen Gemeinde Trouans auf.

## Liste der Immobilien
| Bezeichnung       | Beschreibung                   | Standort                               | Kennzeichnung | Schutzstatus | Datum | Bild           |
| ----------------- | ------------------------------ | -------------------------------------- | ------------- | ------------ | ----- | -------------- |
| Kirche St-Georges | aus dem 16. Jahrhundert        | Trouan-le-Grand, rue de Chalons (Lage) | PA00078247    | Classé       | 1924  | weitere Bilder |
| Friedhofskreuz    | Stein, 14. und 16. Jahrhundert | Trouan-le-Grand, rue de Chalons (Lage) | PA00078246    | Classé       | 1909  | weitere Bilder |

## Liste der Objekte
| Bezeichnung                   | Beschreibung                                                                         | Standort                                               | Kennzeichnung | Schutzstatus | Datum | Bild |
| ----------------------------- | ------------------------------------------------------------------------------------ | ------------------------------------------------------ | ------------- | ------------ | ----- | ---- |
| Abschrankung der Sakristei    | Holz, bemalt, Eisen, erste Hälfte des 18. Jahrhunderts                               | Trouan-le-Petit, in der Kirche St-Pierre (Lage)        | PM10004787    | Inscrit      | 1981  |      |
| Hauptaltar                    | Altaraufbau und Tabernakel; Eichenholz, vergoldet, erste Hälfte des 17. Jahrhunderts | Trouan-le-Grand, in der Kirche St-Georges (Lage)       | PM10002246    | Classé       | 1982  |      |
| Skulptur Petrus               | Kalkstein, Farbfassung übertüncht, 16. Jahrhundert                                   | Trouan-le-Petit, in der Kirche St-Pierre (Lage)        | PM10004786    | Inscrit      | 1974  |      |
| Skulptur Erzengel Michael     | mit Sockel; Kalkstein, zweite Hälfte des 15. Jahrhunderts                            | Trouan-le-Grand, außen an der Kirche St-Georges (Lage) | PM10003284    | Classé       | 1913  |      |
| Skulptur Madonna mit Kind (1) | Darstellung als „Neue Eva“; Kalkstein, farbig gefasst, 17. Jahrhundert               | Trouan-le-Grand, in der Kirche St-Georges (Lage)       | PM10002244    | Classé       | 1911  |      |
| Kreuzigungsgruppe             | auf dem Triumphbogen; Holz, farbig gefasst und übertüncht, 16. und 18. Jahrhundert   | Trouan-le-Petit, in der Kirche St-Pierre (Lage)        | PM10002248    | Classé       | 1911  |      |
| Skulptur Madonna mit Kind (2) | Kalkstein, farbig gefasst, 14. Jahrhundert                                           | Trouan-le-Petit, in der Kirche St-Pierre (Lage)        | PM10002247    | Classé       | 1911  |      |
| Weinlaubfries                 | Kalkstein, um 1500; in Retabel des 19. Jahrhunderts integriert                       | Trouan-le-Grand, in der Kirche St-Georges (Lage)       | PM10002242    | Classé       | 1911  |      |
| Ewiges Licht                  | Metall, versilbert, zweite Hälfte des 19. Jahrhunderts                               | Trouan-le-Petit, in der Kirche St-Pierre (Lage)        | PM10004788    | Inscrit      | 1982  |      |
| Skulptur Heiliger Georg       | mit Sockel; Kalkstein, zweite Hälfte des 15. Jahrhunderts                            | Trouan-le-Grand, außen an der Kirche St-Georges (Lage) | PM10002245    | Classé       | 1913  |      |
| Kirchenfenster                | aus dem 16. Jahrhundert                                                              | Trouan-le-Petit, in der Kirche St-Pierre (Lage)        | PM10002249    | Classé       | 1924  |      |
| Pietà                         | Kalkstein, farbig gefasst, erste Hälfte des 16. Jahrhunderts                         | Trouan-le-Grand, in der Kirche St-Georges (Lage)       | PM10002243    | Classé       | 1911  |      |